# Lola Mitjans Perelló
Lola Mitjans Perelló (Barcelona, 1937) es una promotora cultural que ha contribuido en el mundo del arte a través de la promoción del asociacionismo a museos, el coleccionismo público y privado y la protección de obras de arte de gran valor simbólico como por ejemplo el mural del artista Keith Haring - hoy situado junto al MACBA -y de las piezas de arte del Centro del Vidrio de Barcelona depositadas en la actualidad en el Museo Fran Daurel de Arte Moderno en el Pueblo Español, acción por la que le fue concedida la Cruz de San Jordi.

## Biografía
Fue la mayor de los cinco hijos del arquitecto Francesc Mitjans Miró y tuvo una infancia marcada por el diseño, la arquitectura y el arte. Su casa contenía numerosas piezas de arte siendo el estudio de su padre su cuarto de juegos y sus primeros maestros en la arquitectura y el diseño. Tuvo acceso constante al círculo social artístico e intelectual al que pertenecían sus padres y su educación fue poco habitual para la España de la postguerra: completó sus estudios en escuelas e internados de Italia, Francia e Inglaterra. Su padre era conocido como el “arquitecto del hogar” por la habitabilidad de sus edificios y espacios y como tenía poco interés por la decoración de interiores animó a Lola a ayudarle, iniciando así su relación con la decoración y las obras de arte. Otro factor que influenció su vinculación al mundo artístico, fue su estrecha relación con el gremio artesanal, con los que trabajaba habitualmente para lograr colores específicos mezclando barros, tierras y polvos ante la ausencia en aquella época de pantones de color. Desarrolló una amistad a lo largo de su trayectoria profesional con relevantes coleccionsitas, mecenas y artistas como: Xavier Corberó, Monique Barbier Mueller, Juan Antonio Samaranch, Agnes Gund.

## Trayectoria profesional

### Colaboración con elMuseo de Arte Moderno de Nueva York(MoMA)
El año 1985, fue invitada por el Consejo Internacional del MoMA de Nueva York a formar parte de este consejo internacional. La invitación llegó a través del Duque de Alba, Jesús Aguirre, que coincidía con ella en el Comité Asesor de la Colección de Arte Contemporáneo de La Caixa. De este comité también formaban parte: Juan Hernández Pijoan, Carlo Bertelli, Evelyn Weiss, Jean Louis Froment, coordinaba María Corral y era presidía José Vilarasau. En las visitas al MoMA de Nueva York, entró en contacto con miembros de CITIBANK descubriendo la importancia que el arte podía ocupar en los lugares de trabajo cotidianos de las grandes empresas. Fue una experiencia que influyó en su actividad posterior como impulsora de la difusión del arte.

### Presidencia de la Asociación de Amigos de la Colección Barbier Mueller
El 1986 fue anfitriona de un grupo de miembros del MoMA, entre ellos Jean Paul Barbier Mueller i Monique Barbier Mueller, que decidieron depositar temporalmente su Colección de Arte Precolombino creando el Museo Barbier-Mueller de Arte Precolombino de Barcelona que fue ubicado en el Palau Nadal cedido por el Ayuntamiento de Barcelona a tal efecto. La relación entre la Colección y el Ayuntamiento necesitaba de un elemento cohesionador que fue instrumentalizado a través de la Associació d’Amics del Museu, de la cual ella ocupaba la presidencia.

### Fundación del Museu d'Art Contemporani de Barcelona (MACBA)
Tras la nominación de Barcelona como ciudad olímpica el 17 de octubre de 1986, Pasqual Maragall le encargó la formación de una asociación que creara un museo de arte moderno en la ciudad. Le sugirió dos nombres: Leopoldo Rodés que se unió al proyecto y Carlos Ferrer Salat que declinó la invitación. Lo que empezó como un proyecto de asociación, se transformó en la Fundación del Museo MACB al cual ella, añadió la A final para facilitar su pronunciación. Se decidió que Leopoldo Rodés fuera presidente y ella vicepresidenta.

### Creación de la Colección Testimonio de La Caixa
Cuando Juan Antonio Samaranch, promotor del deporte y coleccionista del arte se incorporó a la Presidencia de La Caixa, propuso crear un programa de mecenazgo de artistas españoles emergentes.Para llevar a cabo este proyecto la invitó como promotora cultural, Climent Vilella, escritor, experto en arte y Xavier Pérez Torio, profesor de comunicación audiovisual de la Universidad Pompeu i Fabra para su realización. Se propuso como nombre “Colección Testimonio de un año de exposiciones” pero tras un debate se quedó en “Colección Testimonio”. Lo que empezó en el año 1987 con dudas se convirtió tras 17 años de adquisiciones en una colección de 2.200 obras de arte de 1.900 artistas. Finalizó en el año 2004. Aunque el destino de las obras de arte procedentes de la “Colección Testimonio” estaban en los despachos y zonas públicas de la propia corporación, una selección de ellas, 450 pasaron a formar parte de la gran colección de arte contemporáneo de La Caixa.

### Rescate del Centro del Vidrio de Barcelona
En el año 1990 juntamente con Pilar Muñoz, fue patrona fundadora del Centro del Vidrio de Barcelona. Este centro era una es cuela creada con la finalidad de conservar el conocimiento de técnicas especializadas en la manipulación del vidrio, donde expertos artesanos trasladaban a jóvenes aprendices sus conocimientos y experiencias de años de oficio. Con la clausura de la escuela en el año 2010 las piezas del arte creadas a lo largo de estos años corrían el peligro de perderse y su intervención fue fundamental ya que consiguió que fueran depositadas en el Museo Fran Daurel de Arte Moderno en el Pueblo Español.

### Rescate del mural de Keith Haring
Además de su actividad como promotora cultural participa en otras causas sociales, siendo patrona de la Fundación de la Lucha contra el SIDA desde su creación en la década de los ochenta. Siendo una persona conocida en este entorno, fue a ella a quién recurrieron en 1992 uno de los grupos vinculados en la lucha contra el Sida para alertar sobre el inminente derribo del muro que contenía el grafiti que el 1989 había realizado Keith Haring. Tras conversaciones con el Ayuntamiento, consiguió retrasar su derribo para que un grupo de estudiantes de Bellas Artes, dirigido por la profesora Mª Antonia Heredero tras limpiar las pinturas que se habían sobrepuesto, recuperaran y traspasaran el mural mediante una copia quecomo vicepresidenta del MACBA, depositó en dicho museo.

### Creación de la Asociación de Amigos del Museo Dalí
En el 1993, el presidente de la Fundació Dalí, Ramón Boixadós, le pidió que, dada su experiencia en Amics dels Museus de Catalunya, organizara en Figueras una Asociación de Amigos del Museo Dalí. Desde la asociación se hizo una activa y relevante difusión de la figura del artista como ciudadano de Figueras a su conciudadanos.
Estuvo en el cargo 23 años y actualmente es Presidenta de Honor y recibió numerosos homenajes y agradecimientos a su labor.

### Impulsora de Amics dels Museus de Catalunya
La vinculación de Lola Mitjans con “Amics dels Museus” se remonta incluso a antes de su nacimiento, ya que sus padres eran socios desde 1935. Desde 1992 como vicepresidenta y 2015 como presidenta, su intervención ha sido clave para revitalizar una institución que sobrevivía por tradición y que se adaptaba con dificultad a la nueva situación de los museos. Bajo su liderazgo la institución se ha modernizado con la ampliación de su portfolio de actividades, el incremento de su vinculación y contactos con el mundo del arte nacional e internacional y su colaboración con importantes instituciones del ámbito cultural. Esta asociación conmemora en 2018 su 85 aniversario siendo ahora una institución moderna y dinámica. Desde 2018, ocupa la Presidencia Emérita.
Desde el 1996 al 2007 fue Jurado del Premio al Museo Europeo del Año (EMYA) También es miembro de la Junta de la Federación Española de Amigos de los Museos desde el año 1996 a la actualidad, y corresponsal del European Museum Academy (EMA), desde el año 2007 a la actualidad.

## Premios
Cruz de Sant Jordi 2004